# Cmentarz żydowski w Białymstoku (ul. Żabia)
Cmentarz żydowski w Białymstoku – cmentarz żydowski znajdujący się w Białymstoku przy ulicy Żabiej. Jest to jeden z niewielu w Europie cmentarzy żydowskich założonych podczas II wojny światowej na terenie getta (inne przykłady to: cmentarze w Augustowie, w Legionowie i w Kielcach).
Obecnie jest to mały skwer o powierzchni 0,5 hektara, na terenie którego nie znajdują się żadne nagrobki.

## Historia
Cmentarz został założony w sierpniu 1941 roku na terenie getta białostockiego. Do 1943 roku odbywały się na nim regularne pochówki osób zmarłych w getcie. Większość nagrobków była bardzo niewielka i prymitywna, obłożone darnią lub ramą, najczęściej z czterech desek. Z frontu stała deska imitująca macewę.
Na jego terenach we wspólnych mogiłach również pochowano uczestników powstania w getcie białostockim oraz około 900 ofiar likwidacji getta. Ostatni znany pochówek miał miejsce w 1948 roku. Po zakończeniu wojny na terenie cmentarza wystawiono czterometrowy obelisk oraz mauzoleum poświęcone bojownikom getta oraz nagrobki m.in. ku pamięci żydowskich harcerzy.
W 1971 roku ówczesne władze miasta podjęły decyzję o likwidacji cmentarza. Wówczas usunięto obelisk, zburzono ogrodzenie, a ciała ekshumowano i złożono w zbiorowej mogile na skraju nekropoli. Obecnie to miejsce jest otoczone kamiennym murkiem z żelaznym ogrodzeniem oraz upamiętnione tablicą pamiątkową z treścią w języku polskim:
"W tym miejscu złożone są prochy około 3500 Żydów pomordowanych przez hitlerowców w akcjach eksterminacyjnych oraz poległych podczas powstania w getcie białostockim w sierpniu 1943 roku."
W 2003 roku, w 50. rocznicę powstania w getcie białostockim, na teren cmentarza przywrócono oryginalny obelisk, który na nim stał do 1971 roku. Treść w języku polskim i hebrajskim brzmi:

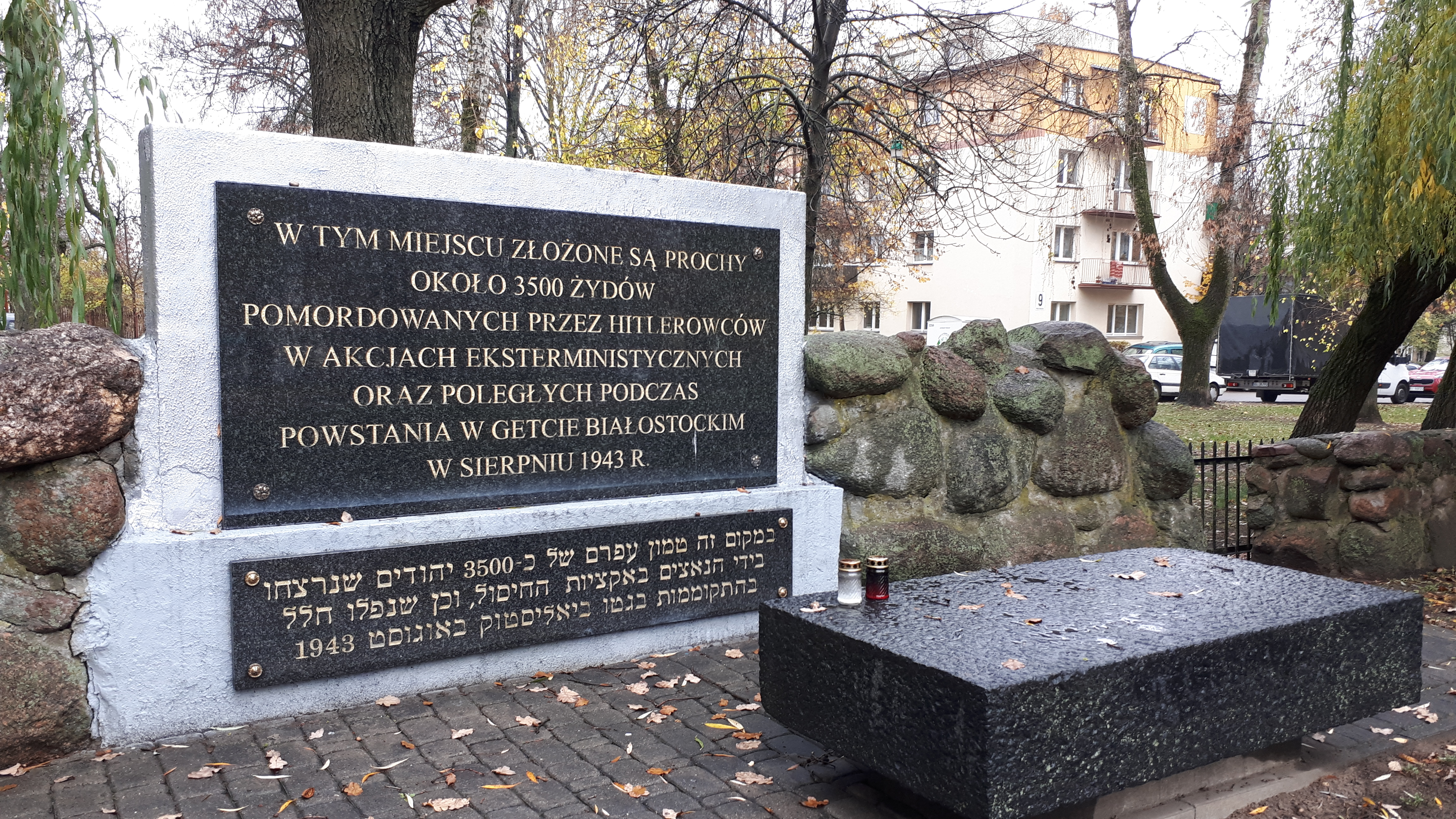
Tablica pamiątkowa

"Bratnia mogiła powstańców getta białostockiego poległych w bohaterskiej walce z niemieckimi barbarzyńcami za wolność i honor narodu żydowskiego 16-25-VIII-1943."
13 sierpnia 2007 roku doszło do aktu wandalizmu na terenie cmentarza. Pamiątkowa tablica została oblana białą farbą, a w stojący naprzeciw obelisk uderzano, czego ślady widoczne były w kilku miejscach. Z inicjatywy władz miasta szkody naprawiono. Dzięki sprawnej akcji miasta, mediów i policji sprawców po kilku dniach ujęto.
Do 2018 roku z cmentarzem sąsiadował przedwojenny, drewniany dom ulokowany przy ul. Bohaterów Getta 9.